# محوطه کلکین
محوطه کلکین مربوط به دوران‌های تاریخی پس از اسلام است و در شهرستان چرداول، روستای سراب گارزان واقع شده و این اثر در تاریخ ۱۴ مرداد ۱۳۸۲ با شمارهٔ ثبت ۹۵۰۹ به‌عنوان یکی از آثار ملی ایران به ثبت رسیده است.